# Sabelliite
La sabelliite è un minerale.